# Antrocephalus victoria
Antrocephalus victoria is een vliesvleugelig insect uit de familie bronswespen (Chalcididae). De wetenschappelijke naam is voor het eerst geldig gepubliceerd in 1913 door Girault.